# Яхшебаево
Яхшебаево — деревня в Сармановском районе Татарстана. Входит в состав Старокаширского сельского поселения.

## География
Находится в восточной части Татарстана на расстоянии приблизительно 9 км на юг по прямой от районного центра села Сарманово у речки Камышлы.

## История
Основана во первой половине XVIII века, упоминалась также как Якшибаево. В начале XX века упоминалось о наличии мечети 1907 года постройки и мектеба.
В «Списке населенных мест по сведениям 1870 года», изданном в 1877 году, населённый пункт упомянут как деревня Якшибаева 2-го стана Мензелинского уезда Уфимской губернии. Располагалась при речках Каширке и Камышловке, по левую сторону коммерческого тракта из Бирска в Мамадыш, в 68 верстах от уездного города Мензелинска и в 7 верстах от становой квартиры в селе Александровское (Кармалы). В деревне, в 62 дворах жили 342 человека (182 мужчины и 160 женщин, татары), была мечеть.

## Население
Постоянных жителей было: в 1816 году- 117 душ мужского пола, в 1834—269, в 1870—342, в 1906—446, в 1913—557, в 1920—569, в 1926—553, в 1938—354, в 1949—252, в 1958—219, в 1970—176, в 1979—135, в 1989 — 95, 80 в 2002 году (татары 100 %), 76 в 2010.